# Йоахім Келер
Йоахім Келер (нім. Joachim Coeler; 1 червня 1891, Позен — 14 травня 1955, Гарміш-Партенкірхен) — німецький офіцер, генерал авіації. Кавалер Лицарського хреста Залізного хреста.

## Біографія
1 квітня 1912 року вступив на морську службу кадетом. Пройшов підготовку у військово-морському училищі (1914) і на навчальних кораблях «Вінета» і «Блюхер». Учасник Першої світової війни, з серпня 1914 року служив на лінійному кораблі «Бранденбург». Пройшов підготовку пілота морської авіації (1915).
Після демобілізації армії залишений на флоті. З 19 жовтня 1920 року — командир роти 1-го батальйону корабельної кадрованої дивізії Північного моря. З 1 березня 1924 року — вахтовий офіцер на лінійному кораблі «Бранденбург», одночасно закінчив зенітні курси в училищі берегової артилерії. З 21 січня 1924 року — командир роти 2-го батальйону берегової оборони, з 23 вересня 1925 року — офіцер зв'язку у Вільгельмсгафені. 1 червня 1926 року переведений в Керівництво ВМФ радником відділу морського транспорту, з 1 квітня 1928 року — радник групи ППО (в червні-вересні 1929 року виконував обов'язки начальника групи). З 20 березня 1930 року — 2-й навігаційний офіцер і ад'ютант лінійного корабля «Шлезвіг-Гольштейн», з 1 лютого 1931 року — навігаційний офіцер лінійного корабля «Гессен». 27 вересня 1932 року очолив секретне експериментальне морське авіаційне командування у Варнемюнде, одночасно з 29 березня 1934 року керував училищем морської авіації. Брав активну участь у відтворенні морської авіації Німеччини, однак німецькій морській авіації не вдалося зберегти свою незалежність, і вона була передана в підпорядкування Германа Герінга, що вкрай негативно позначилося на її подальшому розвитку. З 1 жовтня 1934 року — начальник відділу зв'язку при 6-му авіаційному окрузі (командування морської авіації); з 1 квітня 1936 року — інспектор морської авіації 6-го авіаційного округу (з 4 лютого 1938 року — округ «Море» з штаб-квартирою в Кілі). З 1 лютого 1939 року — офіцер для особливих доручень при головнокомандувачі люфтваффе.
1 квітня 1939 призначений командувачем частинами морської авіації, а 30 червня 1939 року — частинами морської авіації на Заході. З 1 лютого 1940 року — командир 9-ї авіаційної дивізії. Учасник Французької кампанії. 16 жовтня 1940 року на базі дивізії був сформований 9-й авіаційний корпус на чолі з Келером. Корпус був дислокований у Франції, і його літаки взяли участь в битві за Британію. 14 грудня 1942 року зарахований в резерв ОКЛ, а 30 квітня 1943 року очолив 14-й авіаційний корпус, який діяв на радянсько-німецькому фронті. У корпус входили в основному частини транспортної авіації. 29 серпня 1944 року корпус був перетворений в командування транспортної авіації, а Келер призначений генералом транспортної авіації. 5 лютого 1945 залишив пост і зарахований в резерв ОКЛ.

## Звання
- Морський кадет (1 квітня 1912)
- Фенріх-цур-зее (12 квітня 1913)
- Лейтенант-цур-зее (22 березня 1915)
- Обер-лейтенант-цур-зее (25 грудня 1917)
- Капітан-лейтенант (1 січня 1924)
- Корветтен-капітан (1 жовтня 1931)
- Оберст-лейтенант (1 серпня 1934)
- Оберст (1 квітня 1936)
- Генерал-майор (1 січня 1939)
- Генерал-лейтенант (19 липня 1940)
- Генерал авіації (1 січня 1942)

## Нагороди
- Залізний хрест 2-го і 1-го класу
- Знак пілота ВМФ
- Пам'ятний знак пілота (Пруссія) (20 липня 1920)
- Почесний хрест ветерана війни з мечами
- Медаль «За вислугу років у Вермахті» 4-го, 3-го, 2-го і 1-го класу (25 років; 2 квітня 1937)
- Медаль «У пам'ять 1 жовтня 1938» із застібкою «Празький град»
- Застібка до Залізного хреста
  - 2-го класу (26 вересня 1939)
  - 1-го класу
- Двічі відзначений у Вермахтберіхт (10 червня 1940 і 15 лютого 1942)
- Лицарський хрест Залізного хреста (12 липня 1940)
- Німецький хрест в золоті
- Хрест Воєнних заслуг 2-го класу з мечами